# Поле Бродмана 34
Поле Бродмана 34 (міжнародне скорочення BA33) (лат. area entorhinalis dorsalis) — цитоархітектонічно визначений структурний підрозділ кори головного мозку.
Поле було описане Корбініаном Бродманом (Бродман-1909) як частина енторинальної кори, до якої також належить поле Бродмана 28.

## Функції
Функціонально енторинальна кора й її поля — поле  Бродмана 34 й поле Бродмана 28, належать до лімбічної системи й виконують функції, пов'язані з пам'яттю й асоціативними процесами. 
В 2014 році дослідники Джон О'Кіфі, Мей-Бріт Мозер і Едвард Мозер (англ. John O'Keefe, May-Britt Moser, Edvard Moser) отримали Нобелівську премію з фізіології за дослідження функції цієї ділянки
. В 2005 році вони довели, що в мозку щурів гомологічна ділянка містить нейрональну карту найближчого навколишнього простору. 
Інша група дослідників виявила здатність клітин цієї зони розрізняти рух по годинниковій стрілці й проти неї, зокрема, досліджувались пацієнти під час комп'ютерних ігор. А подразнення цієї зони електродами покращувало асоціативну просторову орієнтацію в комп'ютерних іграх.

## Клінічне значення
Відомо, що енторинальна ділянка першою вражається при хворобі Альцгеймера. При ураженні цієї ділянки порушується синхронізація між передньо-поясною й темпоро-окципітальною (скронево-потиличною) ділянками, що призводить до погіршення когнітивних функцій.